# Bakers
Pour les articles homonymes, voir Baker.
Bakers est une entreprise agroalimentaire sud-africaine. Créée en 1851, elle produit principalement des biscuits.